# 华东师范大学经济与管理学部
经济与管理学部是华东师范大学的一个学部，成立于2015年。

## 历史
2015年，华东师范大学对原金融与统计学院、商学院、公共管理学院（部分）、MBA教育中心、国际航运物流研究院进行了重组，成立了新的经济与管理学部，下辖经济学院、工商管理学院、公共管理学院、统计学院和国际航运物流研究院。

## 合作与交流
该学部是中国经济学年会21家理事单位之一，并与上海市人民政府合作成立了中国金融研究院。

## 知名毕业生
- 彭纯：交通银行行长
- 刘永灼：恒大集团副总裁，兼任广州恒大足球俱乐部董事长
- 王宗南：原百联集团有限公司总裁、联华超市股份有限公司董事长
- 韩正：中国共产党中央政治局委员、中共上海市委书记，原上海市市长